# Dorst (Nederland)

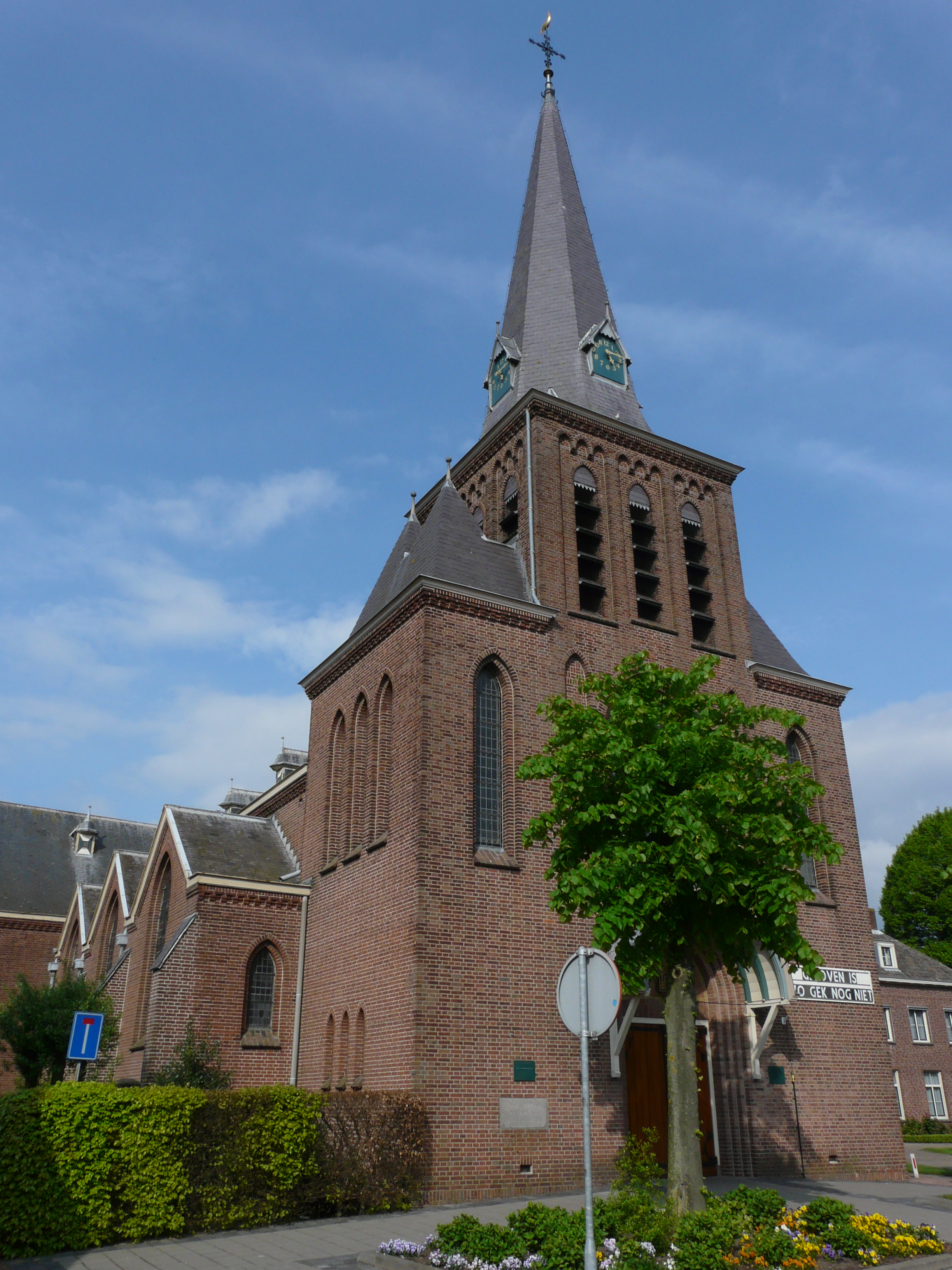
Sint-Marculphuskerk

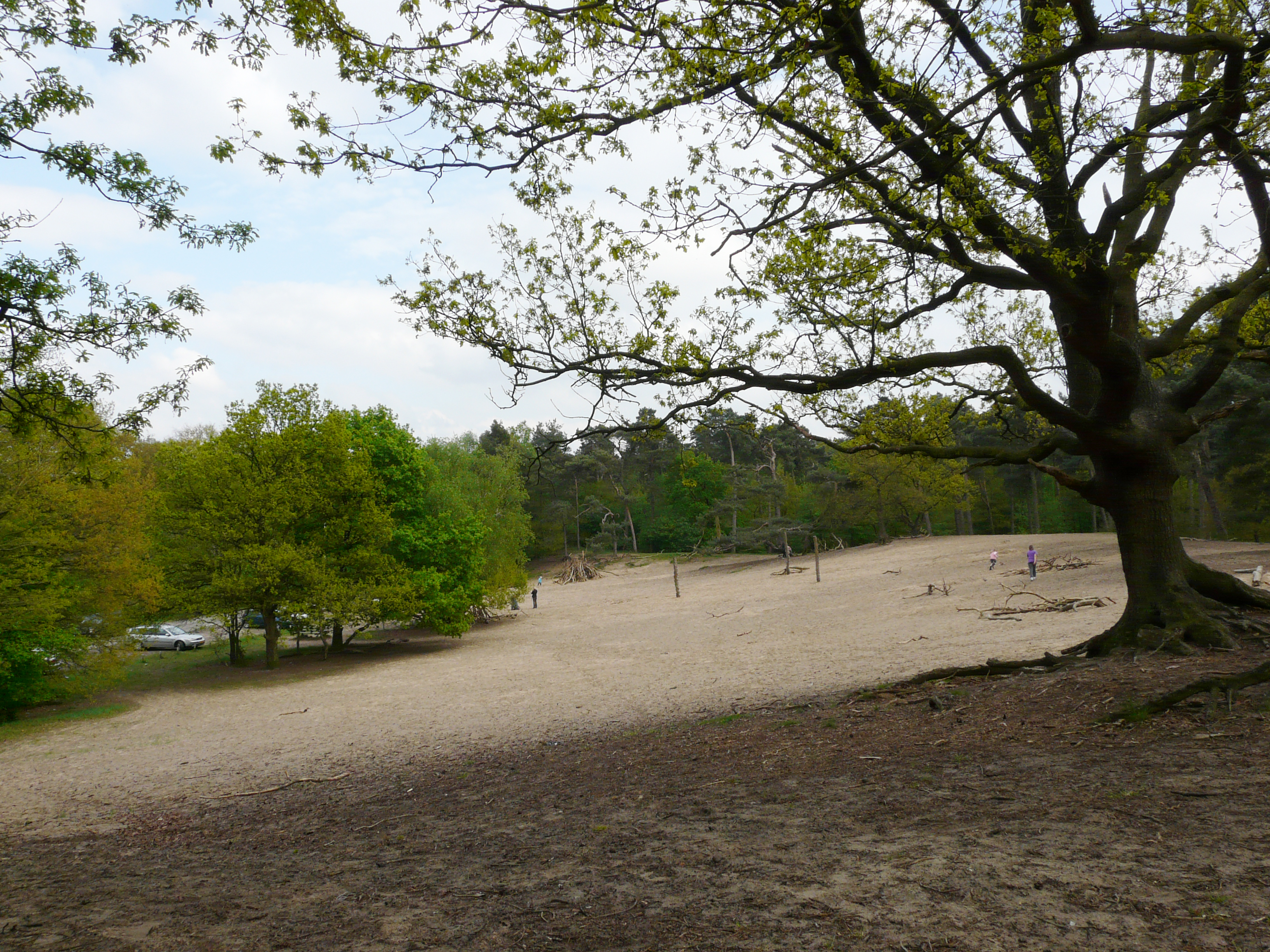
Seterse bergen

Dorst is een dorp  in de gemeente Oosterhout, in de Nederlandse provincie Noord-Brabant. Het dorp heeft 3.155 inwoners (2023). Dorst ligt vlak bij Rijen en de dichtstbijzijnde steden zijn Breda, Oosterhout en Tilburg.

## Toponymie
De naam Dorst zou afkomstig zijn van Dornt, wat zou verwijzen naar de meidoorn, die als veekering en perceelafscheiding werd gebruikt.
Een andere verklaring is dat het een samentrekking van De Horst zou zijn.

## Geschiedenis
Dorst werd voor het eerst vermeld in 1290, vervolgens in 1323 en daarna regelmatig. Willem van Duivenvoorde werd in 1325 heer van Oosterhout en daarmee ook van Dorst.
In 1511 werd voor het eerst melding gemaakt van een kapel in Dorst. Deze kapel was aan de Heilige Drievuldigheid gewijd. Ze moest in 1648 worden gesloten en raakte in verval. In 1675 konden de katholieken een schuurkerk in gebruik nemen. In 1689 werd een Marcoenreliek aan deze kerk geschonken, waarop Dorst zich als bedevaartplaats ontwikkelde. In 1835 werd een waterstaatskerk tegenover de kapel gebouwd. De kapel werd afgebroken. In 1912 werd ook de waterstaatskerk afgebroken en de huidige Sint-Marculphuskerk gebouwd.
Dorst was arm: ten noorden lag een schraal heidegebied en in het zuiden vond men een moerassig gebied, het Goor genaamd. Om in het levensonderhoud te voorzien legde men zich toe op de geitenfokkerij. Geiten leverden ook melk, die voor de gezondheid van de boeren en hun kinderen van groot belang was.
In 1888 werd de Seterse Heide aangewezen als waterwingebied en in 1894 kwam er waterleiding. De spoorlijn langs Dorst werd in 1867 geopend, maar Dorst kreeg geen station. Van 1908 tot 1930 was er echter een stopplaats voor de treinen. Ten noorden van de spoorlijn lag aan De Vliert een steenfabriek. Deze werd opgericht in 1899 door Frans Oomen. Er was een ringoven met een productie van 5 à 6 miljoen stenen per jaar. Enige tijd functioneerde er ook een dakpannenfabriek. De steenfabriek werd na leegstand in 2010 gesloopt.
In 1931 vestigden de Franciscanessen van Etten zich in Dorst. Zij verzorgden een bewaarschool en onderwijs voor meisjes.
Voor Tweede Wereldoorlog kwam het toerisme op. Vooral het in de Boswachterij Dorst gelegen Natuurbad Surae trok mensen. Er kwamen ook eenvoudige groepsaccommodaties, kamphuizen genaamd. Deze zijn allen buiten gebruik geraakt.

## Bezienswaardigheden
- De neogotische Sint-Marculphuskerk uit 1912 werd ontworpen door Jos Cuypers.
- Enkele boerderijen, zoals de langgevelboerderij aan Baarschotsestraat 77 uit 1867, waarvan de kern vermoedelijk 18e-eeuws is.
- Beeldje van een geitenhoeder, in 1999 vervaardigd door Pierre van Leest uit Lage Zwaluwe, aan de Spoorstraat.
- De Vredeskapel, uit 1955. Het is een vierkant gebouwtje met tentdak, ontworpen door Jac Kreijtkamp. Het is gewijd aan de heilige Maria, waarvan zich in de kapel een beeld bevindt. De kapel raakte in verval en werd in 1978 gerestaureerd. Toen kwam er ook een plaquette die herinnerde aan de Poolse soldaten die vielen bij de bevrijding van Dorst op 29 oktober 1944.
- Op de Spoorstraat zijn enkele bijzondere plantenbakken voorzien van naamplaatjes van betrokken burgers. Een plantenbak is vernoemd naar dj Tiësto welke een belangrijke rol speelde in de regionale dancescene.

## Natuur en landschap
Ten noorden van Dorst bevindt zich de uitgestrekte Boswachterij Dorst, een bos- en natuurgebied op de voormalige Seterse Heide. Ten zuiden van Dorst bevindt zich een grootschalig open landbouwontginningsgebied.

## Carnaval

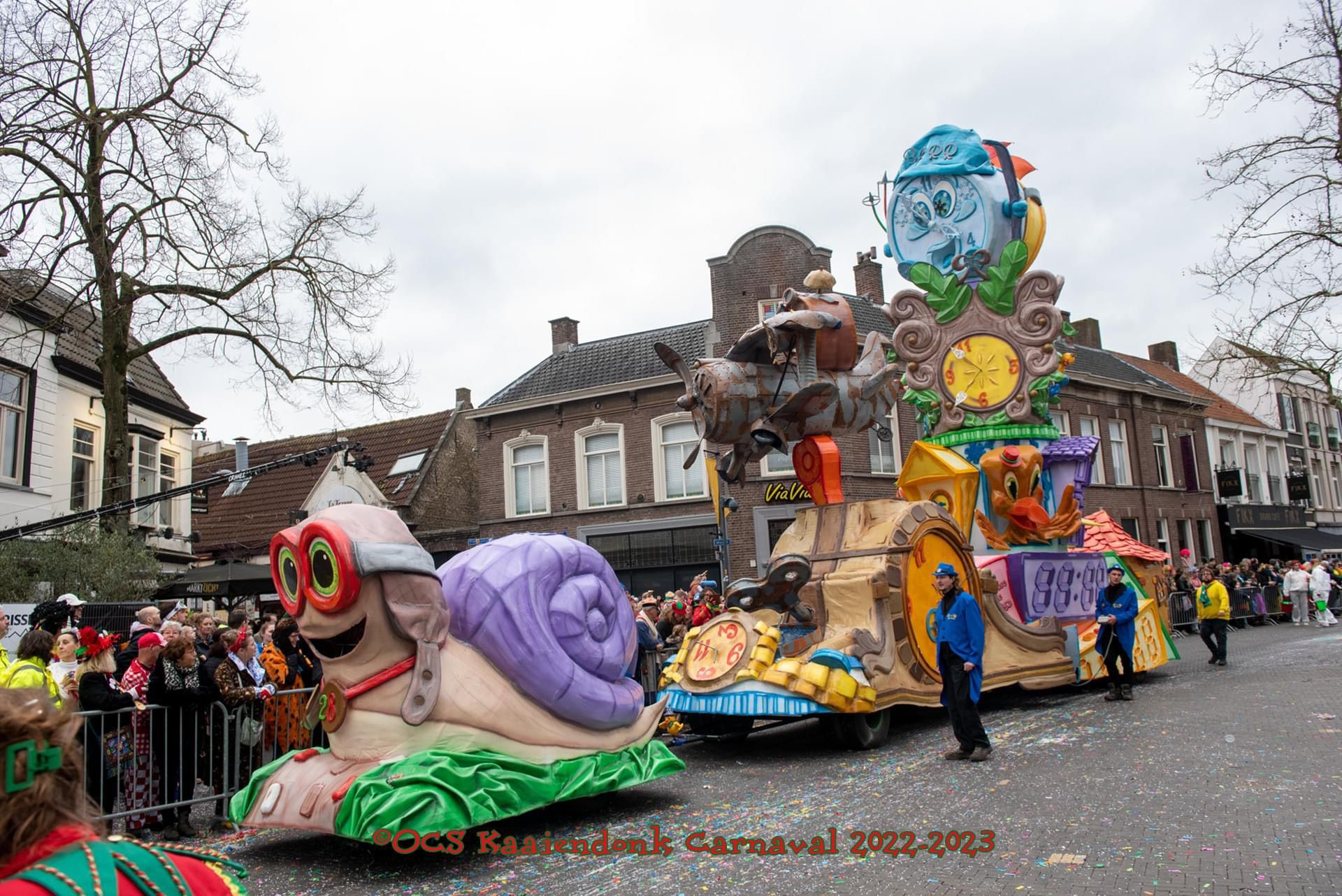
Wagen B.C. Wa Nouw 2023 - Wij Ebbu Alle Tijd

Tijdens carnaval heet Dorst 't Kattegat. De carnavalsverenigingen doen mee aan de grote optocht te Kaaiendonk. B.C. Wa Nouw won in 2023 de eerste prijs.

## Voorzieningen

### Onderwijs
Onderwijs is er op de basisschool Marcoen.

### Verkeer en vervoer
Dorst is bereikbaar via de N282 en de A27. Busvervoer wordt verzorgd door Arriva:
- Lijn 170: Breda - Dorst - Rijen - Hulten - Gilze
- Lijn 205: 's Gravenmoer - Oosteind - Oosterhout - Dorst - Molenschot - Rijen

## Nabijgelegen kernen
Teteringen, Breda, Oosterhout, Rijen, Molenschot, Bavel